# Iwaniwka (Tschernihiw)
Iwaniwka (ukrainisch Іванівка; russisch Ивановка Iwanowka) ist ein Dorf im Westen der ukrainischen Oblast Tschernihiw mit etwa 1400 Einwohnern.

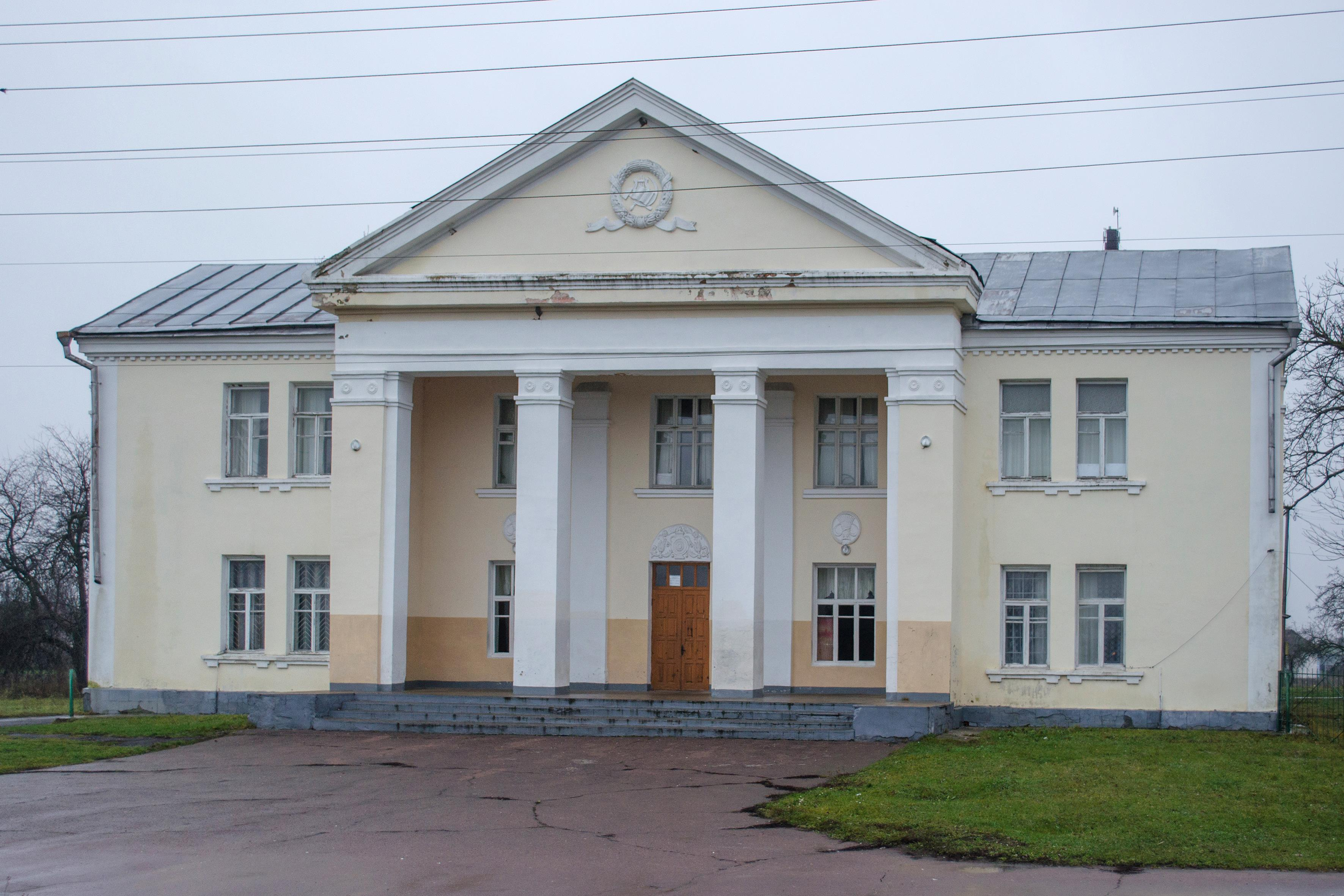
Haus der Kultur im Ort

Das Dorf wurde 1635 zum ersten Mal schriftlich erwähnt und liegt an der ukrainischen Autobahn M 01, 13 Kilometer südlich der Rajons- und Oblasthauptstadt Tschernihiw. Bis zum 10. Juni 1946 trug der Ort den ukrainischen Namen Janiwka (Янівка).

## Verwaltungsgliederung
Am 11. September 2016 wurde das Dorf zum Zentrum der neugegründeten Landgemeinde Iwaniwka (Іванівська сільська громада/Iwaniwska silska hromada). Zu dieser zählten auch die 11 in der untenstehenden Tabelle aufgelisteten Dörfer, bis dahin bildete es zusammen mit den Dörfern Jahidne und Kolytschiwka die gleichnamige Landratsgemeinde Iwaniwka (Іванівська сільська рада/Iwaniwska silska rada) im Osten des Rajons Tschernihiw.
Am 12. Juni 2020 kamen noch die 5 Dörfer Anyssiw, Jenkiw, Lukaschiwka, Pidhirne und Pisky zum Gemeindegebiet.
Folgende Orte sind neben dem Hauptort Iwaniwka Teil der Gemeinde:
| Name                     | Name       | Name                             |
| ukrainisch transkribiert | ukrainisch | russisch                         |
| ------------------------ | ---------- | -------------------------------- |
| Anyssiw                  | Анисів     | Анисов (Anissow)                 |
| Budy                     | Буди       | Буды                             |
| Dratschiwschtschyna      | Драчівщина | Драчевщина (Dratschewschtschina) |
| Druzke                   | Друцьке    | Друцкое (Druzkoje)               |
| Jahidne                  | Ягідне     | Ягодное (Jagodnoje)              |
| Jenkiw                   | Єньків     | Еньков (Jenkow)                  |
| Kolytschiwka             | Количівка  | Колычовка (Kolytschowka)         |
| Krasne                   | Красне     | Красное (Krasnoje)               |
| Ladynka                  | Ладинка    | Ладинка (Ladinka)                |
| Lukaschiwka              | Лукашівка  | Лукашовка (Lukaschowka)          |
| Pidhirne                 | Підгірне   | Подгорное (Podgornoje)           |
| Pisky                    | Піски      | Пески (Peski)                    |
| Skorinez                 | Скорінець  | Скоренец (Skorenez)              |
| Sloboda                  | Слобода    | Слобода                          |
| Solotynka                | Золотинка  | Золотинка (Solotinka)            |
| Wiktoriwka               | Вікторівка | Викторовка (Wiktorowka)          |